# Detritivora smalli
Detritivora smalli is een vlindersoort uit de familie van de prachtvlinders (Riodinidae), onderfamilie Riodininae.
Detritivora smalli werd in 2001 beschreven door Hall, J & Harvey.